# Veilchen-Rötelritterling
Der Veilchen-Rötelritterling (Collybia irina, Syn.: Lepista irina) ist ein Pilz aus der Familie der Ritterlingsverwandten (Tricholomataceae).

## Merkmale
Die Fruchtkörper wachsen häufig in großen Gruppen und nicht selten als Hexenringe.
Der in der Mitte dickfleischige Hut ist jung fast halbkugelförmig, später flacht er ab und wird flattrig und hat einen mehr oder weniger ausgeprägten Buckel. Er erreicht 5 bis 9, selten bis 14 Zentimeter an Durchmesser. Die matte, glatte Hutoberfläche ist blass weißgrau bis cremefarben, in der Mitte blassbräunlich und verändert bei Nässe die Farbe (Hygrophanität). Der Hutrand ist unregelmäßig, eingebogen und manchmal schwach gerippt.
Die untermischt und mäßig gedrängt stehenden Lamellen sind am Stiel leicht ausgebuchtet oder gerade angewachsen und leicht vom darunterliegenden Fleisch ablösbar. Sie sind jung cremefarben und mit zunehmender Sporenreife etwas graurosa.
Der kräftige, faserige Stiel wird 6 bis 10 Zentimeter hoch und 1 bis 2 Zentimeter stark. Jung ist er vollfleischig und später hohl oder ausgestopft. Oberflächlich ist er weißlich bis cremefarben, blasser als die Hutfarbe.
Das Fleisch ist weißlich und wässrig. Es riecht charakteristisch nach Veilchenwurz und schmeckt mild. Die Sporen erscheinen in Massen cremegelb bis cremeorange.

### Mikroskopische Merkmale
Die Sporen sind hyalin und zeigen mit Jodreagenzien keine Farbreaktion (inamyloid). Sie messen 6 bis 8, selten bis 10 auf 3,5 bis 5 Mikrometer, haben eine ellipsoide Form und eine etwas warzige Oberfläche.

## Artabgrenzung
Sein Geruch nach Veilchenwurz ist ein wichtiges Unterscheidungsmerkmal.
Er kann mit hellhütigen Ritterlingen, weißhütigen Trichterlingen, darunter auch giftige wie der Feld-Trichterling (Clitocybe quisquiliarum), und eventuell auch anderen hellhütigen Lamellenpilzen verwechselt werden.
Der Würzige Tellerling (Clitopilus geminus) hat ein ähnliches Aussehen und einen ähnlichen Geruch, dagegen jedoch herablaufend angewachsene Lamellen.
Der Büschelige Rötelritterling (Lepista subconnexa) hat sehr ähnliche Fruchtkörper, die allerdings in dichten Büscheln wachsen und dünnere Stiele und kleinere Sporen haben.

## Verbreitung und Ökologie
Der Pilz lebt als Saprobiont in Laub- und Nadelwäldern, bevorzugt mit Kalkböden.
Die Fruchtkörper erscheinen von Ende August bis November. Er ist auf der Nordhalbkugel verbreitet und häufig.

## Inhaltsstoffe, Zusammensetzung
In den Zellzwischenräumen findet sich eine Peroxidase, die beta-Carotin zu Aroma-Verbindungen zersetzen kann.

## Nutzung
Der Veilchen-Rötelritterling ist essbar und genießt gutes Ansehen als Speisepilz. Bei manchen Personen führt der Verzehr aber zu Verdauungsstörungen.

## Systematik und Taxonomie
Die offizielle Erstbeschreibung stammt aus einem 1838 veröffentlichten Werk von Elias Magnus Fries, in dem er ihn als „Agaricus irinus“ beschrieben hat. Lange wurde er zu den Rötelritterlingen (Lepista) gezählt. Phylogenetische Untersuchungen deuten jedoch auf eine Zugehörigkeit zu den Zwergrüblingen (Collybia) hin.
Es wurden die Varietäten irina und montana beschrieben.
Sowohl die deutschsprachigen Namen als auch das Art-Epitheton des wissenschaftlichen Namens beziehen sich auf den typischen Geruch. 